# Aeropuerto Toronto City Centre
El Aeropuerto Toronto City Centre Billy Bishop (del inglés: Toronto/City Centre Airport) (IATA: YTZ, OACI: CYTZ) es un aeropuerto regional ubicado en las Islas Toronto en Toronto, Ontario, Canadá. El aeropuerto a menudo se conoce como el Aeropuerto de la Isla de Toronto y anteriormente se conocía como el Aeropuerto de la Isla Port George VI y el Aeropuerto del centro de la ciudad de Toronto. El nombre del aeropuerto honra a Billy Bishop, el As de la aviación canadiense de la Primera Guerra Mundial y Mariscal del Aire de la Segunda Guerra Mundial. Es utilizado por la aviación civil, las ambulancias aéreas y las aerolíneas regionales que utilizan aviones turbohélice. En 2018, se clasificó como el noveno aeropuerto más ocupado de Canadá y el sexto aeropuerto más ocupado de Canadá que sirve a Estados Unidos.
Concebido en la década de 1930 como el principal aeropuerto de Toronto, la construcción del aeropuerto fue completada en 1939 por la Comisión del Puerto de Toronto (THC). Al mismo tiempo, el THC construyó el Aeropuerto de Malton como alternativa, pero el cercano Malton (hoy Aeropuerto Internacional Toronto Pearson) se convirtió en el principal centro de pasajeros de Toronto, dejando el aeropuerto de la isla para fines de aviación general y militares. Durante las décadas de 1940 y 1950, varios líderes políticos propusieron una expansión del aeropuerto de la isla para permitir líneas aéreas regulares de pasajeros y reducir los costos operativos anuales. Malton fue vendido en 1962 al Gobierno de Canadá a cambio de una expansión y mejoras al aeropuerto de la isla. Después de la expansión, los vuelos civiles aumentaron a un pico de más de 200,000 vuelos anuales en la década de 1960. Aunque las aerolíneas regionales se introdujeron en la década de 1970, el número anual de vuelos disminuyó y se discutió el cierre. En 1983, un acuerdo tripartito de 50 años entre el gobierno de Canadá, el gobierno de la ciudad de Toronto y la Comisión del Puerto, que limitó el ruido y prohibió el uso de aviones para aerolíneas regulares, permitió que continuaran las operaciones del aeropuerto. En la década de 1990, en una era de reducción de costos del gobierno, las preguntas sobre el futuro del aeropuerto surgieron nuevamente debido a su déficit anual. Al mismo tiempo, la reurbanización se estaba apoderando del norte del aeropuerto y varios estudios sugirieron que el aeropuerto era incompatible con el desarrollo.
En 1999, la nueva Autoridad Portuaria de Toronto (TPA) (renombrada en 2015 como "PortsToronto") reemplazó al THC. El mandato de la TPA era hacer que el puerto y el aeropuerto fueran autosuficientes y determinó que el aeropuerto necesitaba expandirse para terminar con el subsidio anual. Aunque una expansión del aeropuerto fue y es políticamente controvertida, la TPA ha trabajado con la nueva aerolínea regional Porter Airlines desde 2003 para aumentar los vuelos regulares de la aerolínea. Según el nuevo modelo financiero, los transportistas pagan tarifas de aterrizaje y los pasajeros que salen pagan tarifas de mejora del aeropuerto a la TPA. Porter se lanzó en 2006 y el volumen de pasajeros aumentó hasta el punto de que las operaciones del aeropuerto se volvieron autosuficientes en 2010. En 2010, Porter abrió una nueva terminal. En 2015, se abrió un túnel peatonal al aeropuerto, después de que se canceló un plan anterior para construir un puente.
En 2013, Porter propuso ampliar aún más el aeropuerto y modificar el acuerdo de operación para permitirle utilizar aviones jet Bombardier CS100 en el aeropuerto. La propuesta, estimada en un costo de CA $1 mil millones en gasto público, fue a PortsToronto para su estudio adicional. En noviembre de 2015, después de las Elecciones federales de Canadá de 2015, el nuevo gobierno anunció que no reabriría el acuerdo tripartito para permitir aviones a reacción. Ports Toronto canceló posteriormente los estudios de la propuesta de expansión. En 2015, la conexión del aeropuerto con Toronto se actualizó con un túnel de 260 m que conecta la ciudad con el aeropuerto.

## Descripción
El aeropuerto está ubicado en las Islas de Toronto, al suroeste del centro de Toronto. El aeropuerto tiene una pista principal de este a oeste, una pista más corta a 20 grados y una base de hidroaviones, el Billy Bishop Toronto City Water Aerodrome. El aeropuerto se utiliza para el servicio de aerolíneas regionales y para la aviación general, incluidos vuelos de evacuación médica (debido a su proximidad a los hospitales del centro), pequeños vuelos chárter y aviación privada. Según su acuerdo operativo, los aviones a reacción están prohibidos en el aeropuerto, con la excepción de los vuelos MEDEVAC. Hay una terminal de pasajeros en el aeropuerto, construida en 2010.
El aeropuerto es operado como una división de PortsToronto (anteriormente Toronto Port Authority (TPA)), una corporación federal, que también administra el puerto de Toronto. El aeropuerto está clasificado como aeropuerto de entrada por Nav Canada y cuenta con personal de la Agencia de Servicios Fronterizos de Canadá (CBSA). Los oficiales de CBSA en el aeropuerto pueden manejar aviones con hasta 90 pasajeros. El aeropuerto no cuenta con predespacho de aduada de Estados Unidos, aunque ha sido aprobado por los gobiernos de Canadá y Estados Unidos. El horario de atención del aeropuerto es de 6:45 a. m. a 11:00 p. m., a excepción de los vuelos MEDEVAC. Las horas del aeropuerto se rigen por la actualización de 2003 del Acuerdo tripartito, que establece las horas de operación. El servicio de emergencia del aeropuerto Billy Bishop, respaldado por los servicios de bomberos de Toronto y los servicios de emergencias médicas de Toronto.

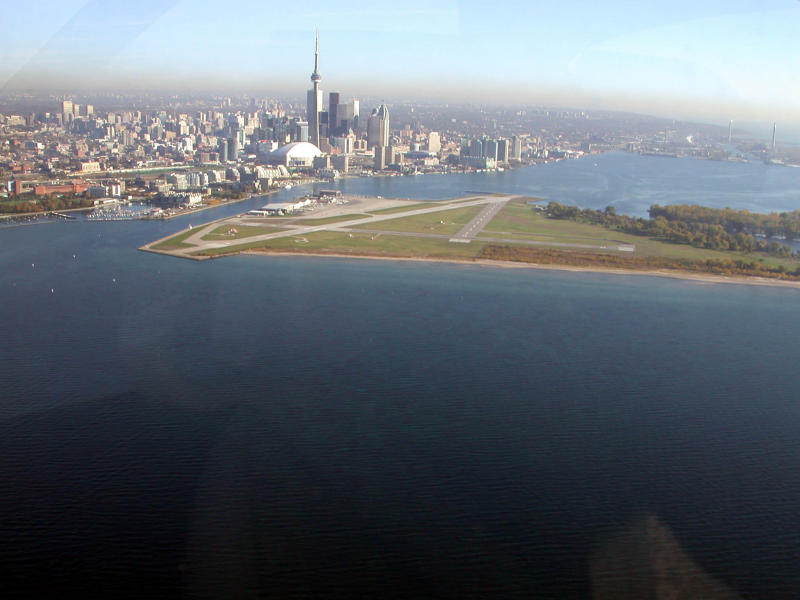
Vista desde el suroeste.

Se puede acceder al aeropuerto desde un túnel peatonal al pie del muelle Eireann, que es de uso gratuito. Desde un pabellón en el extremo continental, un túnel peatonal de 240 m (800 pies) y un túnel para alcantarillado y tuberías de agua se conectan al aeropuerto. El túnel peatonal tiene pasarelas móviles, con ascensores en ambos extremos. En el lado de la isla, una escalera eléctrica sirve a los clientes. Un consorcio conocido como Forum Infrastructure Partners, compuesto por las empresas Arup, PCL y Technicore, diseñó, construyó, financió y mantiene el túnel.
Un ferry opera entre el mismo lugar y el aeropuerto cada 15 minutos desde las 5:15 a. m. hasta la medianoche (el ferry 5:15 es para el personal del aeropuerto; los pasajeros de  aerolínea pueden comenzar a cruzar a las 5:30). Un servicio de autobús gratuito opera entre la intersección de York Street y Front Street y el aeropuerto. Hay una parada de taxis en el muelle. Hay estacionamiento a corto y largo plazo disponible en el muelle y en la isla. No hay estacionamiento junto a la acera. La línea de tranvía 509 Harbourfront, que conecta con el metro, sirve a la intersección de Bathurst Street y Queens Quay, una cuadra al norte del muelle del ferry.
El aeropuerto impone un recargo de tarifa de mejora del aeropuerto de $15 en cada vuelo programado de embarque de pasajeros.
Desde 2015, Billy Bishop ha participado en encuestas a clientes con la "Encuesta sobre la calidad del servicio aeroportuario" de Airports Council International. En marzo de 2017, el aeropuerto fue nombrado "Mejor aeropuerto de América del Norte" en dos categorías según las encuestas de 2016.
En 2019, el aeropuerto ocupó el puesto 124 en el mundo, y el peor en Canadá por AirHelp, que basó su clasificación en el rendimiento a tiempo, la calidad del servicio y la comida y las tiendas. El desempeño a tiempo se calificó solo con 5.8/10, mientras que el aeropuerto recibió 8.1/10 por servicio y 7.0/10 por comida y servicio.

## Instalaciones y servicios

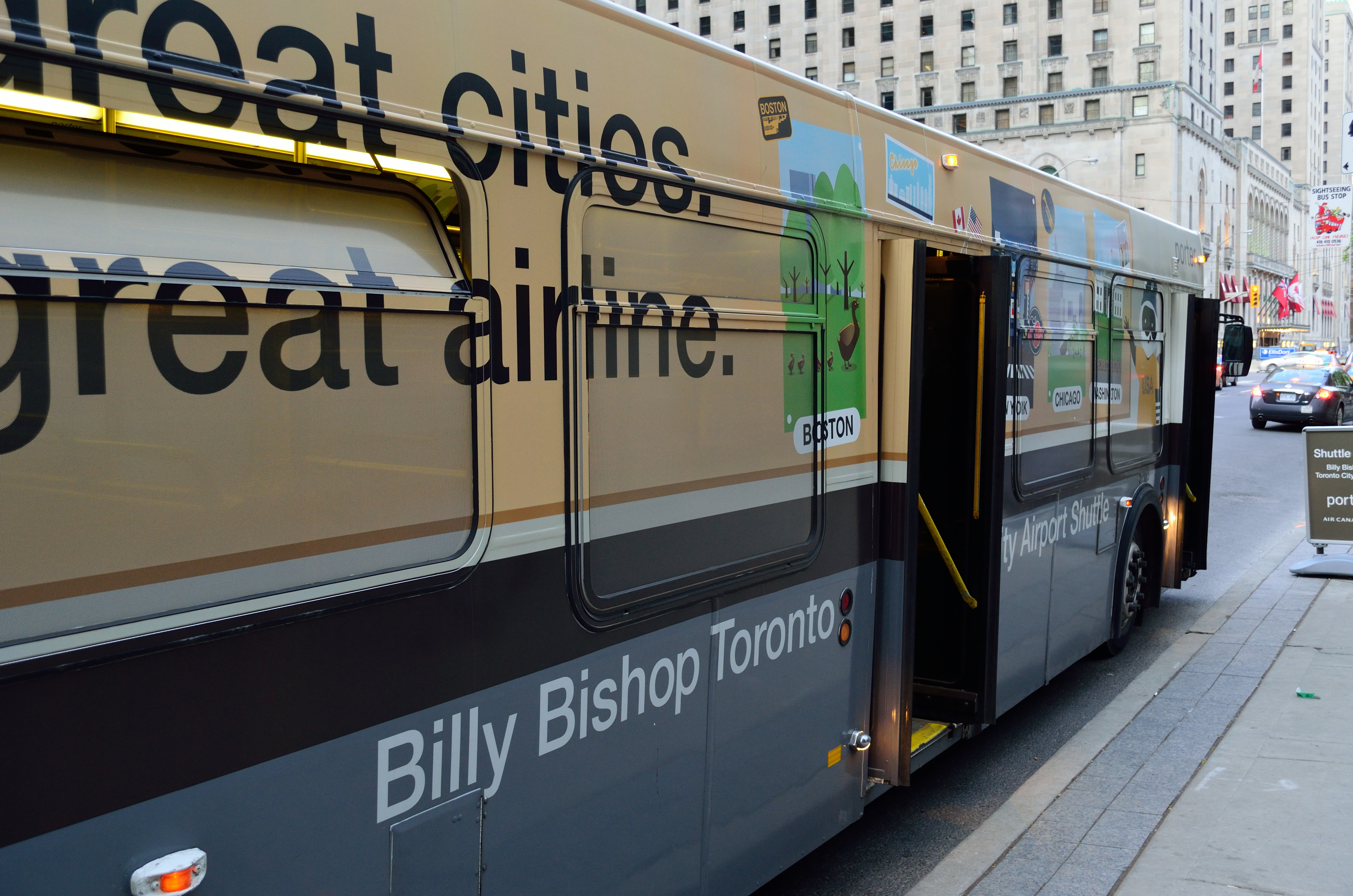
Autobús de enlace Billy Bishop.

Para los pasajeros de Porter y Air Canada, se proporciona un autobús de enlace al Fairmont Royal York. El aeropuerto dispone de estacionamientos adyacentes y en el propio aeropuerto.

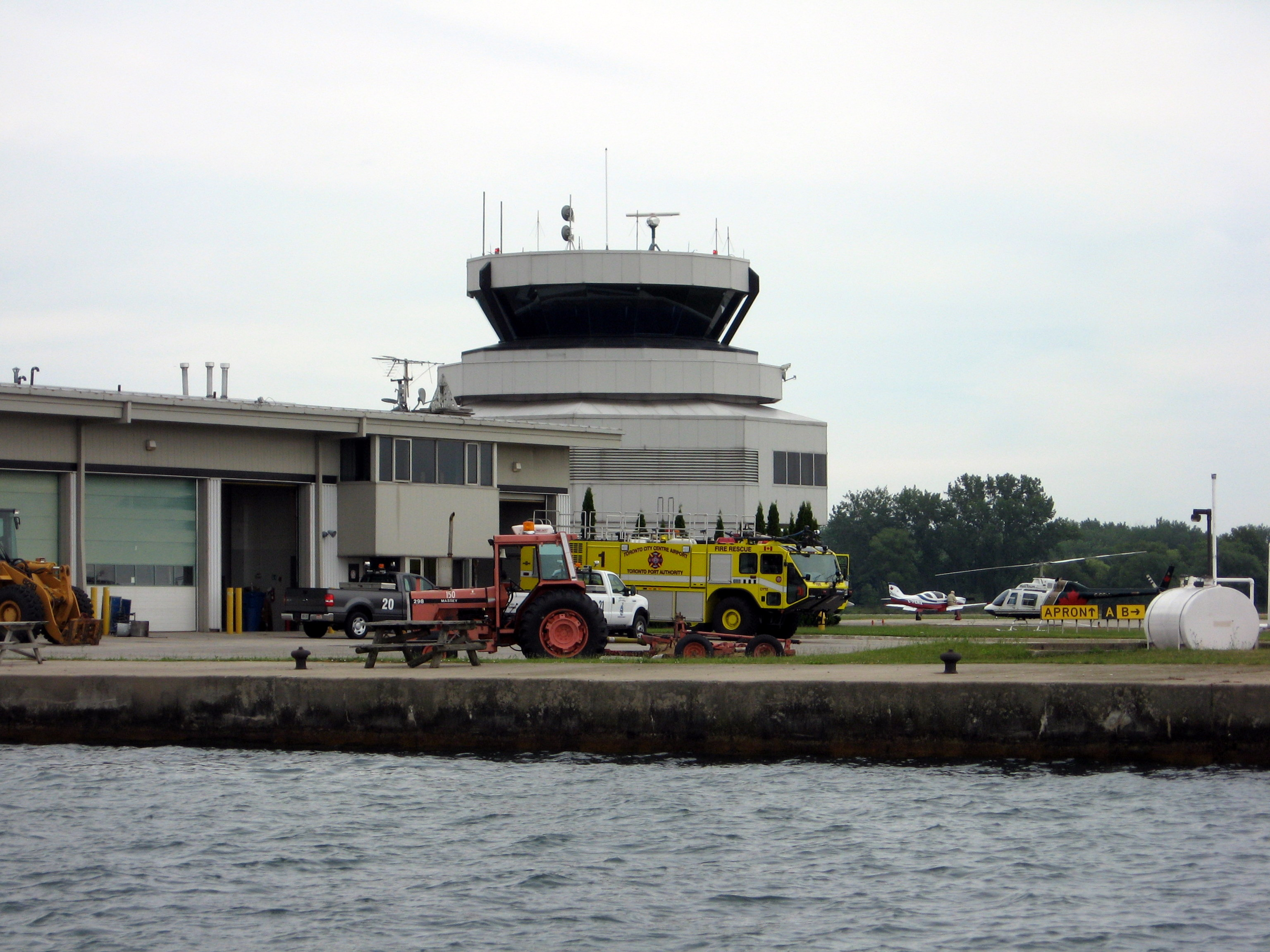
Torre de Control y estación de bomberos.

La sede corporativa de Porter Airlines se encuentra en la propiedad del aeropuerto. Según un estudio de TPA, el aeropuerto emplea aproximadamente a 1,900 personas. El 84% de los puestos están relacionados con aerolíneas y servicios de aerolíneas. Otros 52 empleos están ocupados en puestos contractuales.
El aeropuerto posee dos transbordadores: el ferry de 200 pasajeros Marilyn Bell I y con el David Hornell V.C. de 150 pasajeros como buque de reserva. Con solo 122 m (400 pies) de distancia, la ruta es una de las rutas de ferry programadas regularmente más cortas del mundo. El ferry transporta vehículos (por un pago) y es gratuito para los pasajeros.
En 2017, el aeropuerto abrió un "recinto de preparación en tierra". Después del mantenimiento, los operadores de aviones deben, por regulación, "poner en marcha" los motores de su avión a un alto empuje, creando una gran cantidad de ruido. La instalación en el lado sur de los terrenos del aeropuerto, de 14 metros (46 pies) de altura y 63 metros (207 pies) por 66 metros (217 pies) de área, está destinada a amortiguar el ruido de las pruebas. La instalación costó CA $9 millones.

### Inquilinos y terminales

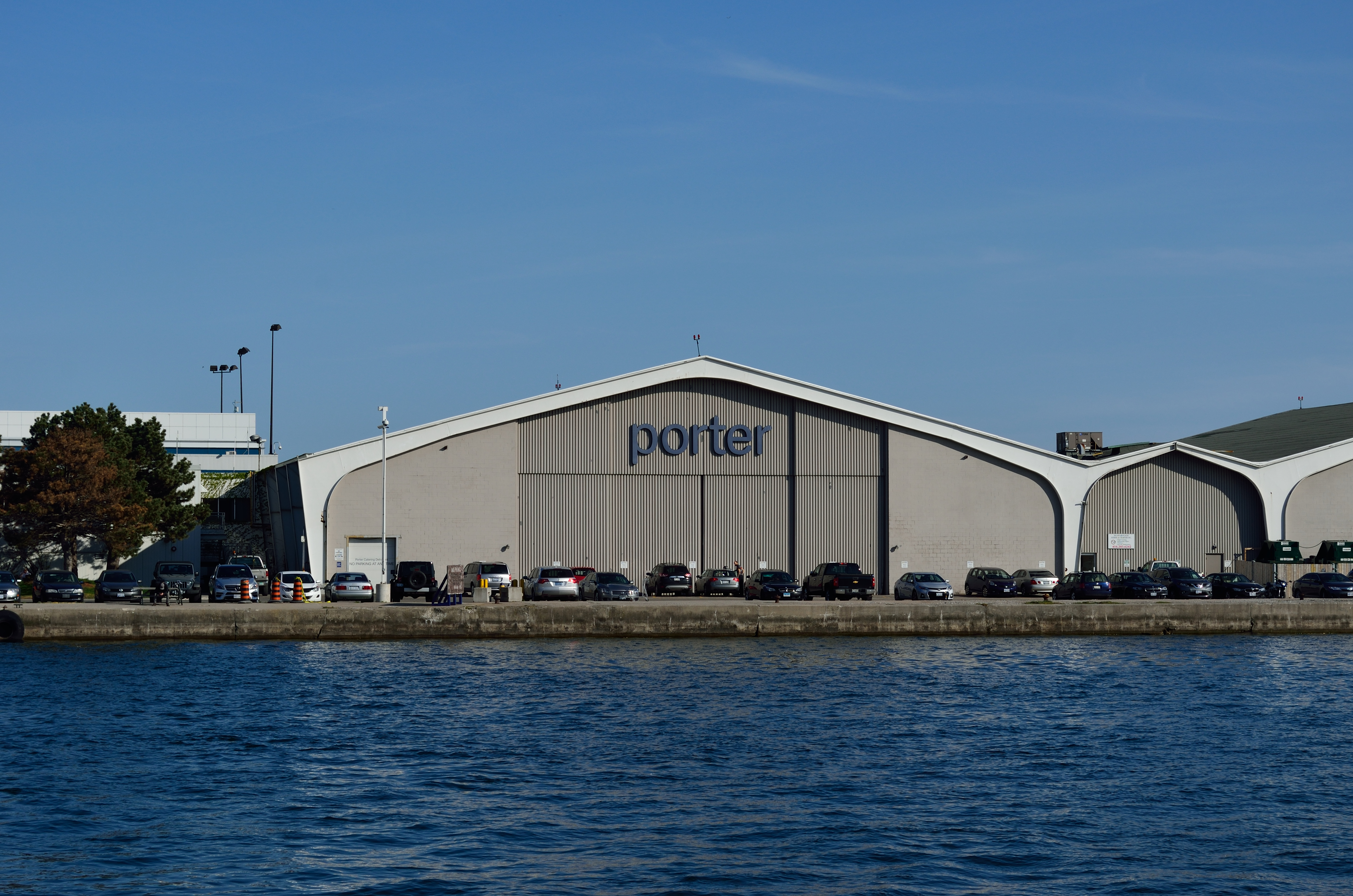
Hangar de Porter Airlines.

- La Terminal Principal: la terminal de pasajeros para servicios de aerolíneas comerciales (propiedad de Nieuport Aviation). Tiene 11 puertas.[25]
- Hangar 4A - Ornge
- Hangares 3 y 5: propiedad de Porter Airlines para el mantenimiento de aeronaves y servicios generales de aerolíneas como catering y deshielo.
- Hangares 4 y 6 - FBO de Porter - hogar de Porter FBO y sus inquilinos
- Hangar 1: Stolport Corporation y Trans Capital FBO operan este hangar en el extremo noreste del aeropuerto.

Los inquilinos incluyen a:
- Air Canada Express (operado por Jazz Aviation)
- Cameron Air Service
- Eagle Aircraft
- Greater Toronto Airways (Hangar 6)[27]
- Island Air Flight School & Charters (Hangar 1)
- Ornge Transport Medicine (Ontario Air Ambulance/MOHLTC)
- Porter Airlines
- Trans Capital Air – vuelos chárter y operaciones de FBO.
- (Otros listados en el sitio web de Ports Toronto)

### Fuego y rescate
El aeropuerto opera un servicio de bomberos y rescate para atender emergencias en el aeropuerto. El aparato actual en el aeropuerto consiste en:
- Dos Oshkosh Striker 1500
- Waltek 5500

Los barcos de la unidad marina del Servicio de Policía de Toronto y los barcos de bomberos de los Servicios de Bomberos de Toronto (William Lyon Mackenzie y Sora) pueden realizar operaciones de rescate en las aguas cercanas al aeropuerto.

## Aerolíneas y destinos

### Pasajeros

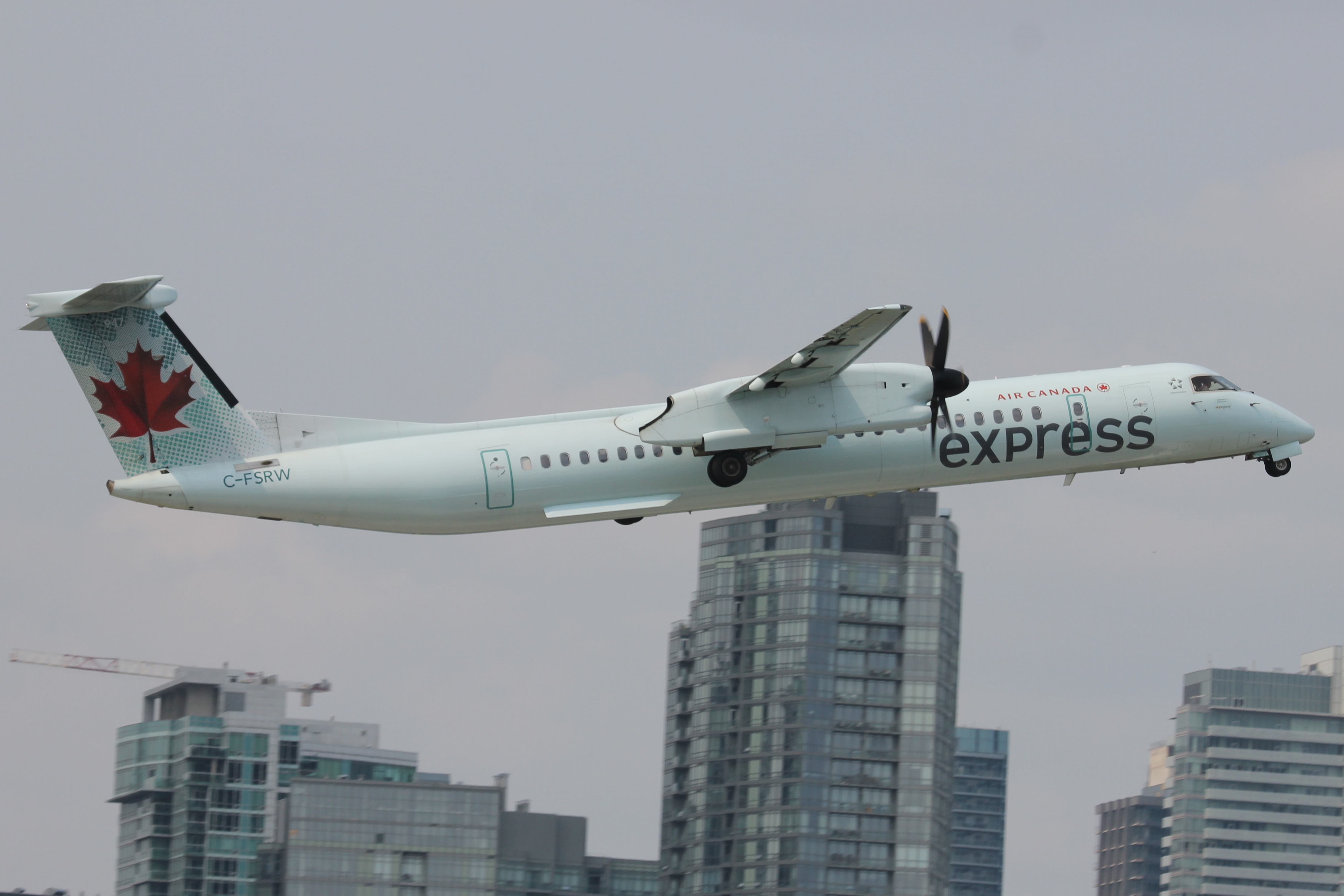
Bombardier Dash 8-Q400 de Air Canada Express.

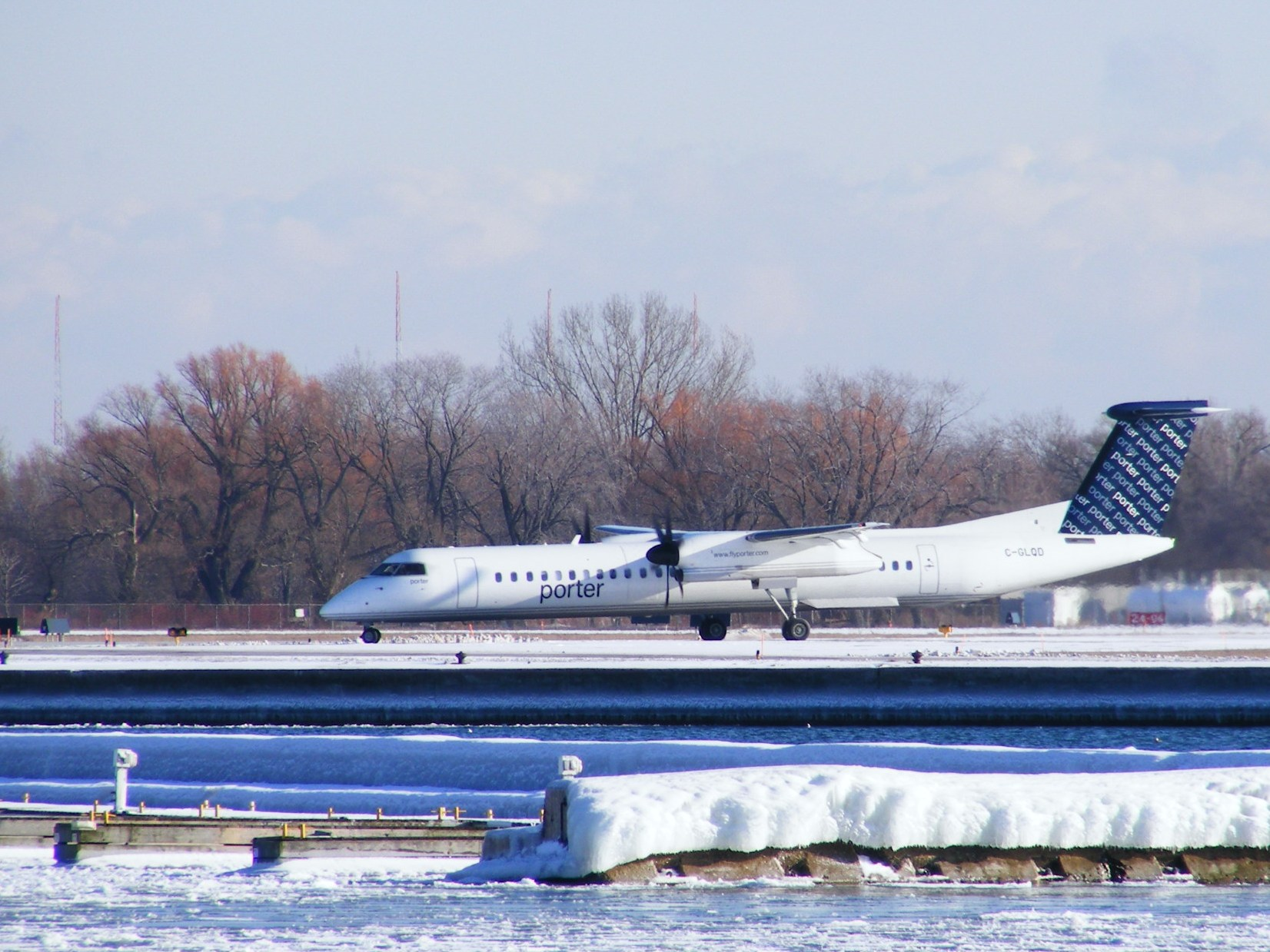
Bombardier Dash 8-Q400 de Porter Airlines.

| Aerolíneas         | Destinos |
| ------------------ | --- |
| Air Canada Express | Montreal–Trudeau, Ottawa |
| Porter Airlines    | Boston, Chicago–Midway, Fredericton, Halifax, Moncton, Montreal–Trudeau, Newark, Ottawa, Quebec, Sault Ste. Marie, Sudbury, Thunder Bay, Timmins, Washington–Dulles, Windsor |

### Destinos nacionales
Se brinda servicio a 11 ciudades dentro del país a cargo de 3 aerolíneas.
| Fredericton (YFC)      | •  |   |   | 1  |
| Halifax (YHZ)          | •  |   |   | 1  |
| Moncton (YQM)          | •  |   |   | 1  |
| Montreal (YUL)         | •  | • |   | 2  |
| Ottawa (YOW)           | •  | • |   | 2  |
| Quebec (YQB)           | •  |   |   | 1  |
| Sault Ste. Marie (YAM) | •  |   |   | 1  |
| Sudbury (YSB)          | •  |   |   | 1  |
| Thunder Bay (YQT)      | •  |   |   | 1  |
| Timmins (YTS)          | •  |   |   | 1  |
| Windsor (YQG)          | •  |   |   | 1  |
| Total                  | 11 | 2 | 0 | 11 |

### Destinos internacionales
Se ofrece servicio a 4 destinos internacionales, a cargo de 1 aerolínea.
| Ciudades por países                                     | Nombre del aeropuerto                         | Aerolíneas      |              |              |              |
| Norteamérica                                            | Norteamérica                                  | Norteamérica    | Norteamérica | Norteamérica | Norteamérica |
| ------------------------------------------------------- | --------------------------------------------- | --------------- | ------------ | ------------ | ------------ |
| Estados Unidos (5 destinos [1 estacional], 1 aerolínea) |                                               |                 |              |              |              |
| Boston                                                  | Aeropuerto Internacional Logan                | Porter Airlines |              |              |              |
| Chicago                                                 | Aeropuerto Internacional Midway               | Porter Airlines |              |              |              |
| Newark                                                  | Aeropuerto Internacional Libertad de Newark   | Porter Airlines |              |              |              |
| Washington D. C.                                        | Aeropuerto Internacional de Washington-Dulles | Porter Airlines |              |              |              |
| Total: 4 destinos, 1 país, 1 aerolínea                  |                                               |                 |              |              |              |

## Estadísticas

### Tráfico anual
| Año  | Pasajeros | % Cambio    |
| ---- | --------- | ----------- |
| 2010 | 1,130,625 | Sin cambios |
| 2011 | 1,550,000 | 37.2%       |
| 2012 | 2,300,000 | 48.3%       |
| 2013 | 2,300,000 | Sin cambios |
| 2014 | 2,400,000 | 4.3%        |
| 2015 | 2,500,000 | 4.2%        |
| 2016 | 2,700,000 | 9%          |
| 2017 | 2,800,000 | 3.7%        |
| 2018 | 2,800,000 | Sin cambios |
| 2019 | 2,774,000 | 1.2%        |
| 2020 | 389,000   | 86%         |
| 2021 | 282,000   | 27.5%       |
| 2022 | 1,732,000 | 514%        |
| 2023 | 2,036,000 | 17.6%       |

## Aeropuertos cercanos
Los aeropuertos más cercanos son:
- Aeropuerto Internacional Toronto Pearson (20km)
- Aeropuerto Internacional de Hamilton-Munro (67km)
- Aeropuerto de Cataratas del Niágara (68km)
- Aeropuerto Internacional de la Región de Waterloo (81km)
- Aeropuerto Internacional de Búfalo-Niágara (93km)